# Mordellistena barberi
Mordellistena barberi es una especie de coleóptero de la familia Mordellidae.

## Distribución geográfica
Habita en Puerto Rico.